# Hezahiah Nyamau
Hezekiah Munyoro Nyamau (Kisii, 5 dicembre 1942) è un ex velocista keniota, specializzato nei 400 metri piani.

## Biografia
Ha partecipato a due edizioni dei Giochi olimpici (Città del Messico 1968 e Monaco di Baviera 1972) conquistando una medaglia d'argento nella prima e una d'oro nella seconda, sempre nella 4x400 metri piani.

## Palmarès
| Anno | Manifestazione  | Sede              | Evento      | Risultato        | Prestazione | Note |
| ---- | --------------- | ----------------- | ----------- | ---------------- | ----------- | ---- |
| 1968 | Giochi olimpici | Città del Messico | 400 m piani | Semifinale       | 46"01       |      |
| 1968 | Giochi olimpici | Città del Messico | 4×400 m     | Argento          | 2'59"64     |      |
| 1972 | Giochi olimpici | Monaco            | 400 m piani | Quarti di finale | 46"15       |      |
| 1972 | Giochi olimpici | Monaco            | 4×400 m     | Oro              | 2'59"83     |      |